# В ссылке
В ссылке ― рассказ русского писателя А. П. Чехова, написанный в 1892 году.

## Публикация
Рассказ «В ссылке» был впервые опубликован 9 мая 1892 года в журнале Всемирная иллюстрация (выпуск № 20). Переработанная версия (с двумя переписанными сценами и немного изменённой сюжетной линией) рассказа была включена в сборник произведений Чехова «Повести и рассказы», опубликованного в 1894 году. Позднее «В ссылке» также вошёл в восьмой том собрания сочинений А. П. Чехова, опубликованного издательством Адольфа Маркса в 1899―1901 гг.

## История написания
Сюжет рассказа был вдохновлён впечатлениями о путешествии Чехова по Сибири и его пребывании на Сахалине. В частности, речь идёт о двух эпизодах этой поездки: 4-го (или 5-го) мая 1890 года писатель пересёк на пароме реку Ишим, а затем, 7 мая, плохая погода помешала ему пересечь Иртыш, так что Чехову пришлось провести ночь в избе паромщика. Об этих двух обстоятельствах его поездки писатель сообщил родственникам (в письме от 16 мая) и своей подруге по переписке, детской писательнице Марии Владимировне Киселёвой. О них он также упоминал в своих заметках, объединённых под названием «По Сибири».
Будучи на Сахалине, Чехов встретил лодочника по прозвищу «красивый» (он также упоминается в главе IV «Острова Сахалин»). «Красивый», называющий себя счастливым человеком, поразил писателя своей своеобразной толстовской философией. Вероятно, именно этот человек стал прототипом Семёна Толкового, героя данного рассказа.

## Сюжет
Двое бывших осуждённых, работающих перевозчиками, и сам рассказчик сидят ночью у костра. Молодой татарин, чье имя никто не знает, скучает, тоскует по жене и говорит, как он ненавидит холодный и жестокий мир вокруг него. Старый Семён, известный как «толковый», с презрением слушает его слова, ибо сам он довёл себя «до такой степени, что [он] может спать голым на земле и есть траву», по его собственным словам.
Толковый рассказывает историю Василия Сергеевича, дворянина, чья жизнь в эмиграции была полна желаний, разочарований и падений. О его страданиях, виновником говорит он почти что с наслаждением. Рядом с ним он чувствует себя высшим существом: убив в себе все желания, он теперь стал свободны и счастливым. Молодой татарин решительно возражает: для него Толковый с его «счастьем» ― это мертвый человек, в то время как Василий Сергеевич живой, пусть даже и совершенно несчастный.

## Отзывы критиков
Иероним Ясинский писал в своих мемуарах, что Пётр Быков, редактор издания Всемирная иллюстрация, восхищался рассказом. Критик Евгений Ляцкий в своей статье 1904 года, поместил рассказ среди лучших произведений Чехова и считал его почти что единственным проблеском надежды в широкой панораме российской безысходности, картину которой очертил Чехов.
Вместе с тем, в целом рассказ «В ссылке» был проигнорирован современными писателю критиками; и только годы спустя он начал получать высокие оценки российских и зарубежных литераторов. «…Я должна сказать, что Чехов действительно кажется мне потрясающем писателем. Такие рассказы, как „В ссылке“ и „Беглец“ просто не имеют аналогов» ― так писала новозеландская писательница Кэтрин Мэнсфилд в декабре 1920 года.

## Экранизация
Сюжет рассказа использован в вышедшем в 1980 году телефильме режиссёра Артура Войтецкого «Рассказы о любви»